# Gergana Topalova
Gergana Topalova (in bulgaro Гергана Топалова?; Plovdiv, 22 febbraio 2000) è una tennista bulgara.

## Carriera
Gergana Topalova ha vinto 6 titoli in singolare e 5 titoli in doppio nel circuito ITF in carriera. Il 27 maggio 2024 ha raggiunto il best ranking in singolare raggiungendo la 210ª posizione mondiale, mentre il 12 settembre 2022 ha raggiunto la 388ª posizione in doppio.
Fa parte della squadra bulgara di Fed Cup compiendo il suo debutto nel 2019, dove ha un bilancio complessivo di 7 vittorie e 7 sconfitte.
Il 23 novembre 2022, viene annunciata come una delle partecipanti della debuttante United Cup 2023 facente parte della squadra bulgara. Nella vigilia del nuovo anno, fa il suo debutto durante un incontro di doppio misto con il connazionale Adrian Andreev dove sono stati sconfitti dai favoriti Maria Sakkarī e Stefanos Tsitsipas. Il giorno seguente, compie il suo debutto nel WTA Tour e nel suo primo incontro ufficiale ne esce sconfitta per mano di Elise Mertens in tre set. La Bulgaria chiude seconda nel girone, non riuscendo quindi a qualificarsi per le fasi eliminatorie della semifinale.
Nei tornei del Grande Slam, ha fatto la sua prima partecipazione nelle qualificazioni del Torneo di Wimbledon 2024, dove è stata eliminata nel turno finale dalla ungherese Panna Udvardy.
Ha fatto il suo debutto nel circuito maggiore all'Hungarian Grand Prix 2024, dove è riuscita a superare le qualificazioni. Nel primo turno è stata sconfitta dalla testa di serie numero 4 Sara Sorribes Tormo in tre set. Supera le qualificazioni anche allo Iași Open 2024, e anche in questa circostanza viene eliminata all'esordio dall'altra qualificata Séléna Janicijevic in due parziali.

## Statistiche ITF

### Singolare

#### Vittorie (6)
| Torneo $100.000 (0) |
| Torneo $80.000 (0)  |
| Torneo $60.000 (0)  |
| Torneo $40.000 (1)  |
| Torneo $25.000 (1)  |
| Torneo $15.000 (4)  |

| N. | Data             | Torneo                                             | Superficie  | Avversaria in finale | Punteggio     |
| 1. | 8 ottobre 2017   | Sozopol Santa Marina Cup, Sozopol                  | Cemento     | Léa Tholey           | 6-3, 2-6, 6-3 |
| 2. | 6 maggio 2018    | ITF Women's Circuit Il Cairo, Il Cairo             | Terra rossa | Nuria Párrizas Díaz  | 7-5, 7-6(3)   |
| 3. | 8 novembre 2020  | Lyttos Beach ITF World Tour, Heraklion             | Terra rossa | Romy Kölzer          | 6-4, 6-0      |
| 4. | 9 maggio 2021    | Egypt ITF World Tennis Tour, Il Cairo              | Terra rossa | Elina Avanesjan      | 6-3, 6-3      |
| 5. | 7 agosto 2022    | Morocco Tennis Tour, Agadir                        | Terra rossa | Angelica Moratelli   | 2-6, 6-2, 6-3 |
| 6. | 9 settembre 2023 | Open 17 Saint-Palais-sur-Mer, Saint-Palais-sur-Mer | Terra rossa | Justina Mikulskytė   | 7-5, 5-7, 6-1 |

#### Sconfitte (6)
| Torneo $100.000 (0) |
| Torneo $80.000 (0)  |
| Torneo $60.000 (0)  |
| Torneo $40.000 (2)  |
| Torneo $25.000 (4)  |
| Torneo $15.000 (0)  |

| N. | Data           | Torneo                               | Superficie  | Avversaria in finale    | Punteggio     |
| 1. | 14 agosto 2022 | Kapitel Estonian Open, Pärnu         | Terra rossa | Weronika Falkowska      | 5-7, 2-6      |
| 2. | 2 luglio 2023  | Women's Santo Domingo, Santo Domingo | Terra rossa | Martina Capurro Taborda | 6-3, 0-6, 0-6 |
| 3. | 20 agosto 2023 | Wroclaw Open, Breslavia              | Terra rossa | Dar'ja Astachova        | 1-6, 5-7      |
| 4. | 8 ottobre 2023 | Lisboa Belém Open, Lisbona           | Terra rossa | Katarina Zavac'ka       | 3-6, 6-2, 5-7 |
| 5. | 12 maggio 2024 | Women's Båstad, Båstad               | Terra rossa | Berfu Cengiz            | 4-6, 2-6      |
| 6. | 20 aprile 2025 | Circuito Banco BRB, Leme             | Terra rossa | Alisa Oktiabreva        | 1-6, 5-7      |

### Doppio

#### Vittorie (5)
| Torneo $100.000 (0) |
| Torneo $80.000 (0)  |
| Torneo $60.000 (0)  |
| Torneo $40.000 (1)  |
| Torneo $25.000 (1)  |
| Torneo $15.000 (3)  |

| N. | Data             | Torneo                                           | Superficie  | Compagna               | Avversaria in finale                  | Punteggio        |
| 1. | 6 maggio 2018    | Egypt Women's Future, Il Cairo                   | Cemento     | Petia Aršinkova        | Riya Bhatia Shelby Talcott            | 4–6, 6–3, [10–4] |
| 2. | 20 novembre 2021 | Magic Hotel Tours, Monastir                      | Cemento     | Eliessa Vanlangendonck | Anouk Koevermans Lexie Stevens        | 6-1, 6-2         |
| 3. | 9 aprile 2022    | Antalya Series, Adalia                           | Terra rossa | Vlada Koval'           | Ksenija Laskutova Sapfo Sakellaridi   | 7–6(9), 6–2      |
| 4. | 2 settembre 2023 | SIERS ITF World Tennis Tour Oldenzaal, Oldenzaal | Terra rossa | Daniela Vismane        | Isabelle Haverlag Eva Vedder          | 7-5, 2-6, [10-5] |
| 5. | 13 aprile 2025   | Circuito Banco BRB, San Paolo                    | Terra rossa | Anna Hertel            | Carolina Bohrer Martins Lilian Poling | 5-7, 6-1, [10-6] |

#### Sconfitte (10)
| Torneo $100.000 (0) |
| Torneo $80.000 (0)  |
| Torneo $60.000 (0)  |
| Torneo $40.000 (1)  |
| Torneo $25.000 (3)  |
| Torneo $15.000 (6)  |

| N.  | Data              | Torneo                                           | Superficie  | Compagna             | Avversaria in finale                   | Punteggio           |
| 1.  | 16 novembre 2019  | Gwalior ITF Women's Tennis Championship, Gwalior | Cemento     | Petia Aršinkova      | Mana Kawamura Funa Kozaki              | 4–6, 1-6            |
| 2.  | 22 febbraio 2020  | Magic Tours, Monastir                            | Cemento     | Petia Aršinkova      | Julie Belgraver Mylène Halemai         | 6–2, 1–6, [4–10]    |
| 3.  | 29 febbraio 2020  | Magic Tours, Monastir                            | Cemento     | Petia Aršinkova      | Mylène Halemai Andreea Prisăcariu      | 3-6, 4-6            |
| 4.  | 12 dicembre 2020  | Tennis Organisation, Adalia                      | Terra rossa | Daniela Vismane      | Hurricane Tyra Black Svenja Ochsner    | 6(2)–7, 5–7         |
| 5.  | 6 febbraio 2021   | Artengo Open Series, Adalia                      | Terra rossa | Petia Aršinkova      | María Herazo González Yuliana Lizarazo | 2-6, 1-6            |
| 6.  | 9 ottobre 2021    | Santa Marina Cup, Sozopol                        | Cemento     | Džulija Terzijska    | Katerina Dimitrova Oana Gavrilă        | 6–3, 4–6, [1–10]    |
| 7.  | 16 aprile 2022    | Antalya Series, Adalia                           | Terra rossa | Ksenija Laskutova    | Vanessa Ersöz Doğa Türkmen             | 6(2)-7, 6–3, [5–10] |
| 8.  | 13 agosto 2022    | Kapitel Estonian Open, Pärnu                     | Terra rossa | Eleni Christofi      | Justina Mikulskytė Valerija Strachova  | 2-6, 6-4, [8-10]    |
| 9.  | 23 settembre 2023 | Favorit Open, Pazardžik                          | Terra rossa | Daniela Vismane      | Cristina Dinu Radka Zelníčková         | 6-1, 5-7, [6-10]    |
| 10. | 4 maggio 2025     | 3D Payments Cup, Boca Raton                      | Terra verde | Despoina Papamichaīl | Ayana Akli Diae El Jardi               | 6(1)-7, 5-7         |